# Regierungsbezirk Hildesheim

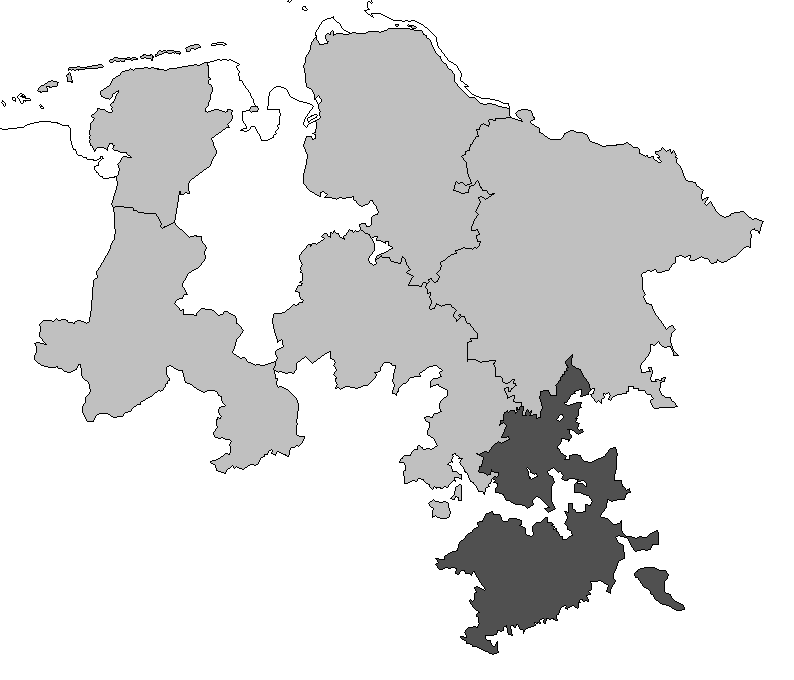
Regierungsbezirk Hildesheims utsträckning 1905.

Regierungsbezirk Hildesheim var ett regeringsområde i preussiska provinsen Hannover åren 1885–1946 och i Niedersachsen mellan 1946 och 1978.
1905 bestod det av en nordlig huvuddel (före detta furstbiskopsdömet Hildesheim), en därifrån skild sydlig (före detta furstendömena Göttingen och Grubenhagen) samt en enklav i provinsen Sachsen. Det hade 5 352 km2 och 554 040 invånare. Området var indelat
i 17 kretsar. 

## Källa
Den här artikeln är helt eller delvis baserad på material från Nordisk familjebok, Hildesheim, 1904–1926.